# Gieorgij Szawielski
Gieorgij Iwanowicz Szawielski (ros. Георгий Иванович Шавельский; ur. 6 stycznia?/18 stycznia 1871 w Dubokraju, zm. 2 października 1951 w Sofii) – rosyjski duchowny prawosławny, ostatni naczelny kapelan armii i floty Imperium Rosyjskiego. Autor prac teologicznych i wspomnień. 

## Życiorys
Ukończył seminarium duchowne w Witebsku. Od 1891 pracował jako cerkiewny psalmista, zaś w 1895 przyjął święcenia kapłańskie. W 1902 ukończył studia w Petersburskiej Akademii Duchownej. W czasie wojny rosyjsko-japońskiej pełnił funkcję kapelana pułkowego, następnie dziekana dywizji, zostając ostatecznie naczelnym kapelanem 1 Armii Mandżurskiej. Po zakończeniu działań wojennych został katechetą w Instytucie Smolnym w Petersburgu. W 1910 został profesorem teologii w instytucie historyczno-filologicznym Uniwersytetu Petersburskiego. Rok później otrzymał godność protoprezbitera armii i floty rosyjskiej – naczelnego prawosławnego kapelana wojsk rosyjskich. W latach 1915–1917 zasiadał w Świątobliwym Synodzie Rządzącym.
Po zajęciu przez wojsko rosyjskie Galicji w 1914 i utworzeniu galicyjsko-bukowińskiego generał-gubernatorstwa wystąpił przeciwko oficjalnej polityce Rosyjskiego Kościoła Prawosławnego wobec Kościoła greckokatolickiego w Galicji. Wierząc w ostateczną konwersję galicyjskich grekokatolików na prawosławie, ks. Szawielski sprzeciwiał się ich przymusowemu nawracaniu. W tej sprawie spotkał się z carem Mikołajem II, przekonując go, że przemoc wyznaniowa wobec grekokatolików pogorszy stosunki Rosji z katolickimi sojusznikami. Uważał również pozyskiwanie nowych wiernych tą drogą za niekorzystne dla Cerkwi prawosławnej. Wystąpienie ks. Szawielskiego nie spotkało się z pozytywnym odzewem Rosyjskiego Kościoła Prawosławnego. Zwierzchnikiem struktur prawosławnych w Galicji pozostał arcybiskup Eulogiusz (Gieorgijewski), prowadzący zdecydowaną kampanię propagowania prawosławia.
Po wybuchu rosyjskiej wojny domowej dołączył do Armii Ochotniczej gen. Korniłowa, następnie gen. Denikina i do 1919 był jej naczelnym kapelanem. W 1919 obronił pracę magisterską z teologii, którą poświęcił zagadnieniom likwidacji unii na ziemiach białoruskich. Poddał w niej krytyce metody przymusowego nawracania unitów przez władze carskie. Był pomysłodawcą utworzenia Tymczasowego wyższego zarządu cerkiewnego na południowym wschodzie Rosji, nadzorującego struktury prawosławne na ziemiach kontrolowanych przez Denikina, sam też wszedł do niego jako jeden z dwóch przedstawicieli białego duchowieństwa.
Po jego klęsce emigrował do Bułgarii. W 1920 został profesorem Uniwersytetu Sofijskiego, na wydziale teologii.
Był zaproszony jako delegat na sobór w Karłowicach Sremskich, który powołał do życia Rosyjski Kościół Prawosławny poza granicami Rosji, jednak nie wziął w nim udziału, gdyż nie otrzymał wizy zezwalającej na wjazd do Jugosławii. Uznawał jednak jurysdykcję Cerkwi zagranicznej do 1927, gdy przeszedł do Bułgarskiego Kościoła Prawosławnego. Zmarł w 1951 w Sofii.
Autor prac poświęconych św. Atanazemu Wielkiemu, nauce Tołstoja o nieprzeciwstawianiu się złu, Modlitwie Pańskiej, prawosławnej teologii pastoralnej. Spisał dwutomowe wspomnienia, wydane po jego śmierci, w 1954 w Nowym Jorku.